# Fernando Martel
Fernando Patricio Martel Helo (San Felipe, V Región de Valparaíso, Chile, 2 de octubre de 1975) es un exfutbolista chileno. Jugaba de volante ofensivo y su último club fue Unión San Felipe.

## Trayectoria
Tras  comenzar en el fútbol amateur, en 1993 llegó a Unión San Felipe, donde pasó 6 meses en las inferiores, siendo promovido al primer equipo por Manuel Gaete. Permaneció en el conjunto aconcangüuino hasta 1997, posteriormente emigró a Everton donde estuvo un año y medio, siendo transferido a Santiago Morning donde debutó en la Primera División del Fútbol Chileno, con los microbuseros realizó una regular campaña destacándose el subcampeonato en la Copa Chile 2000 donde fue el goleador con 7 tantos y la participación en la Liguilla Pre-Libertadores 2000, el segundo semestre del año 2002 jugó por Santiago Wanderers.
El primer semestre del año 2003 jugó en Cobreloa, cuya participación fue importante para que los loínos obtuvieran el título del Torneo Apertura de ese año y una destacada participación en la Copa Libertadores, a mediados de año inició su primera etapa en el extranjero jugando por los clubes mexicanos Jaguares de Chiapas y posteriormente en el Atlante, regresó a Cobreloa para la temporada 2005. 
El 2006 jugó en el Alianza Lima de Perú, en este club contó con la confianza del entrenador del equipo Gerardo Pelusso, esto fue clave para que Martel junto a su compatriota Rodrigo Pérez aportaran al equipo intimo para ser Campeón Nacional del año 2006, jugando ambos de titular en la final del Torneo. Tras tener problemas en el camarín con Juan Jayo y José Soto, regresó a Chile para jugar nuevamente por Everton durante la temporada 2007. 
A mediados del 2007, emigró a Colombia para jugar en el Atlético Nacional de Colombia, donde salió campeón del Torneo de Finalización 2007. El segundo semestre de 2008 juega en Ñublense, donde renunció tras tener diferencias irreconciliables con el entrenador Fernando Díaz.
El año 2009 fichó en Deportes Iquique donde ese mismo año descendió a la Primera B, pero permaneció en el cuadro nortino logrando al año siguiente el título del Ascenso y la Copa Chile. Entre los años 2012 y 2013 jugó en Deportes Antofagasta, regresando finalmente a Unión San Felipe poniendo fin a su trayectoria a finales de ese mismo año.

## Selección nacional
Fue seleccionado internacional con la Selección de fútbol de Chile adulta, entre los años 2001 y 2004, jugando 14 partidos.
Participó con la selección de su país en las Eliminatorias para el Mundial de 2006. Su debut internacional fue contra Colombia en 2001.

### Participaciones en Clasificatorias a Copas del Mundo
| Eliminatorias                    | País                  | Resultado           | Posición            | PJ | G |
| -------------------------------- | --------------------- | ------------------- | ------------------- | -- | - |
| Eliminatorias Corea y Japón 2002 | Corea del Sur y Japón | Eliminado           | 10.º                | 2  | 0 |
| Eliminatorias Alemania 2006      | Alemania              | Eliminado           | 7.º                 | 6  | 0 |
| Total de su carrera              | Total de su carrera   | Total de su carrera | Total de su carrera | 8  | 0 |

### Partidos internacionales
| Partidos internacionales | Partidos internacionales | Partidos internacionales                                       | Partidos internacionales | Partidos internacionales | Partidos internacionales | Partidos internacionales | Partidos internacionales | Partidos internacionales           | Partidos internacionales |
| N.º                      | Fecha                    | Estadio                                                        | Local                    | Resultado                | Visitante                | Goles                    | DT                       | Competición                        |                          |
| ------------------------ | ------------------------ | -------------------------------------------------------------- | ------------------------ | ------------------------ | ------------------------ | ------------------------ | ------------------------ | ---------------------------------- | ------------------------ |
| 1                        | 7 de noviembre de 2001   | Estadio Metropolitano Roberto Meléndez, Barranquilla, Colombia | Colombia                 | 3-1                      | Chile                    |                          | Jorge Garcés             | Clasificatorias Corea & Japón 2002 |                          |
| 2                        | 14 de noviembre de 2001  | Estadio Nacional, Santiago, Chile                              | Chile                    | 0-0                      | Ecuador                  |                          | Jorge Garcés             | Clasificatorias Corea & Japón 2002 |                          |
| 3                        | 30 de marzo de 2003      | Estadio Nacional, Santiago, Chile                              | Chile                    | 2-0                      | Perú                     |                          | Juvenal Olmos            | Amistoso                           |                          |
| 4                        | 2 de abril de 2003       | Estadio Nacional, Lima, Perú                                   | Perú                     | 3-0                      | Chile                    |                          | Juvenal Olmos            | Amistoso                           |                          |
| 5                        | 30 de abril de 2003      | Estadio Nacional, Santiago, Chile                              | Chile                    | 1-0                      | Costa Rica               |                          | Juvenal Olmos            | Amistoso                           |                          |
| 6                        | 8 de junio de 2003       | Estadio Ricardo Saprissa, San José, Costa Rica                 | Costa Rica               | 1-0                      | Chile                    |                          | Juvenal Olmos            | Amistoso                           |                          |
| 7                        | 20 de agosto de 2003     | Estadio Olímpico Metropolitano, San Pedro Sula, Honduras       | Honduras                 | 1-2                      | Chile                    |                          | Juvenal Olmos            | Amistoso                           |                          |
| 8                        | 6 de septiembre de 2003  | Estadio Monumental, Buenos Aires, Argentina                    | Argentina                | 2-2                      | Chile                    |                          | Juvenal Olmos            | Clasificatorias Alemania 2006      |                          |
| 9                        | 9 de septiembre de 2003  | Estadio Nacional, Santiago, Chile                              | Chile                    | 2-1                      | Perú                     |                          | Juvenal Olmos            | Clasificatorias Alemania 2006      |                          |
| 10                       | 15 de noviembre de 2003  | Estadio Centenario, Montevideo, Uruguay                        | Uruguay                  | 2-1                      | Chile                    |                          | Juvenal Olmos            | Clasificatorias Alemania 2006      |                          |
| 11                       | 19 de febrero de 2004    | Home Depot Center, Carson, Estados Unidos                      | México                   | 1-1                      | Chile                    |                          | Juvenal Olmos            | Amistoso                           |                          |
| 12                       | 30 de marzo de 2004      | Estadio Hernando Siles, La Paz, Bolivia                        | Bolivia                  | 0-2                      | Chile                    |                          | Juvenal Olmos            | Clasificatorias Alemania 2006      |                          |
| 13                       | 6 de junio de 2004       | Estadio Nacional, Santiago, Chile                              | Chile                    | 1-1                      | Brasil                   |                          | Juvenal Olmos            | Clasificatorias Alemania 2006      |                          |
| 14                       | 10 de octubre de 2004    | Estadio Olímpico Atahualpa, Quito, Ecuador                     | Ecuador                  | 2-0                      | Chile                    |                          | Juvenal Olmos            | Clasificatorias Alemania 2006      |                          |
| Total                    | Total                    | Total                                                          | Presencias               | 14                       | Goles                    | 0                        |                          |                                    |                          |

| Selección chilena | Selección chilena | Selección chilena |
| Año               | Partidos          | Goles             |
| ----------------- | ----------------- | ----------------- |
| 2001              | 2                 | 0                 |
| 2003              | 8                 | 0                 |
| 2004              | 4                 | 0                 |
| Total             | 14                | 0                 |

## Clubes
| Club                 | País          | Año           | Partidos | Goles |
| -------------------- | ------------- | ------------- | -------- | ----- |
| Unión San Felipe     | Chile         | 1993-1997     | 91       | 20    |
| Everton              | Chile         | 1997-1998     | 54       | 10    |
| Santiago Morning     | Chile         | 1999-2002     | 103      | 33    |
| Santiago Wanderers   | Chile         | 2002          | 20       | 4     |
| Cobreloa             | Chile         | 2003          | 28       | 7     |
| Jaguares de Chiapas  | México        | 2003          | 16       | 3     |
| Atlante              | México        | 2004-2005     | 31       | 6     |
| Cobreloa             | Chile         | 2005          | 40       | 6     |
| Alianza Lima         | Perú          | 2006          | 41       | 5     |
| Everton              | Chile         | 2007          | 21       | 3     |
| Atlético Nacional    | Colombia      | 2007-2008     | 30       | 5     |
| Ñublense             | Chile         | 2008          | 18       | 5     |
| Deportes Iquique     | Chile         | 2009-2011     | 98       | 30    |
| Deportes Antofagasta | Chile         | 2012-2013     | 31       | 3     |
| Unión San Felipe     | Chile         | 2013          | 7        | 1     |
| Total carrera        | Total carrera | Total carrera | 629      | 141   |

## Palmarés

### Campeonatos nacionales
| Título              | Club              | País     | Año               |
| ------------------- | ----------------- | -------- | ----------------- |
| Primera División    | Cobreloa          | Chile    | Apertura 2003     |
| Primera División    | Alianza Lima      | Perú     | 2006              |
| Categoría Primera A | Atlético Nacional | Colombia | Finalización 2007 |
| Primera B           | Deportes Iquique  | Chile    | 2010              |
| Copa Chile          | Deportes Iquique  | Chile    | 2010              |

### Distinciones individuales
| Distinción                       | Año  |
| -------------------------------- | ---- |
| Goleador de Copa Chile (7 goles) | 2000 |